# Kulmine
En kulmine er en mine, hvor man udvinder stenkul ved brydning under eller over jorden. 
2004 var verdensproduktionen af kul på ca. 4,6 milliarder tons stenkul, deraf havde Kina ca. 40 procent og USA ca. 20 procent. Stenkul forædles også til koks, der bl.a. bruges til fremstilling af stål. Kul er ofte brugt i elværker, i varmeanlæg eller direkte i hjemmet. Nye metoder og maskiner bliver ofte benyttede for at udgrave kul.
Kul ligger under jordoverfladen og er dannet af organisk materiale som døde dyr og planter, der har eksisteret for millioner af år siden. Der findes stadig store mængder af kul, som stadig er verdens vigtigste energikilde. 
Gaseksplosioner og dårlig afstivning, er ofte årsag til mange dødsulykker i mineskakterne. Særlig før i tiden var dødeligheden stor. 

## Efter lokation

### Færøske kulminer
Fra 1780 har man brudt kul i miner på den nordlige del af Suðuroy, som er Færøernes sydligste ø. 1826 eksporteres de første kul til Danmark og 1901 begynder et fransk selskab at bryde kul nordvest for Tvøroyri. Et andet fransk mineselskab får 1932 rettighederne til at bryde kul de næste 50 år og påbegynder et større anlægsarbejde ved Rangabotni nord for Trongísvágur. Særlig under den 2. verdenskrig var kulbrydningen på det nordlige Suðuroy vigtig for den færøske energiforsyning. Både i Rangabotni, Fámjin og i Hvalba, brød man kul. 1954 kulminerer kulbrydningen på Suðuroy med 13000 tons, og dækker 75 % af kul til de færøske husholdninger. 
Fire mænd er i nutiden beskæftiget med at bryde kul i en mine syd for Hvalba. Minen kan beses ved henvendelse til arbejderne, eller til Suðuroys turistinformation.

### Grønlandske kulminer
På Grønland har man udnyttet kulforkomsterne ved Diskobugten allerede 1782-1833 i Kulbrækkeriet på Disko, det senere ‘Ritenbenk Kulbrud’. Kulbrydning foregik i hele tidsrummet på flere mindre kullag i området, og kun til forsyning af de nærmeste bygder.
I 1905-09 begyndte statens kulbrud ved Qaarsuarsuk på nordsiden af Nuussuaq at
organisere en mere struktureret brydning på et sted, hvor lokalbefolkningen længe havde indsamlet kul. Denne aktivitet stod på indtil 1924, hvor minen blev flyttet til Qullissat på østsiden af Disko, og hvor kulminedrift var en realitet de næste 50 år. Qullissat minen blev lukket i 1972 efter talrige år med driftsunderskud.

### Polske kulminer
I 2021 blev den polske regering og landets fagforeninger enige om et udkast til en aftale, der ville lukke alle kulminer i 2049. Kul, der stod på daværende tidspunkt for 70 procent af landets energiforbrug, skal efter planen udfases gradvist.